# Chrioloba andrewesi
Chrioloba andrewesi är en fjärilsart som beskrevs av Louis Beethoven Prout 1958. Chrioloba andrewesi ingår i släktet Chrioloba och familjen mätare. Inga underarter finns listade i Catalogue of Life.